# Raspailia clathrioides
Raspailia clathrioides är en svampdjursart som först beskrevs av Claude Lévi 1967.  Raspailia clathrioides ingår i släktet Raspailia och familjen Raspailiidae. Inga underarter finns listade i Catalogue of Life.